# Burringurrah
Burringurrah is een plaats in de regio Gascoyne in West-Australië. Het ligt 70 kilometer ten zuiden van de grootste monoliet ter wereld, Mount Augustus. Er is een Aboriginesgemeenschap gevestigd. Burringurrah is de Aboriginesnaam voor de monoliet.
Burringurrah maakt deel uit van het lokale bestuursgebied (LGA) Shire of Upper Gascoyne waarvan Gascoyne Junction de hoofdplaats is. Het ligt 1.059 kilometer ten noorden van de West-Australische hoofdstad Perth,  304 kilometer ten noordwesten van het aan de Great Northern Highway gelegen Meekatharra en 270 kilometer ten oostnoordoosten van Gascoyne Junction.
Burringurrah beslaat 450 km² en valt onder de 'Wajarri Yamatji'-native title-eis. Het werd van 'Mt James Station' afgescheiden. De plaats heeft een school, zwembad, sportfaciliteiten en een vrouwen-, jeugd- en opleidingscentrum. In 2021 telde Burringurrah 70 inwoners.
De streek kent een warm woestijnklimaat, BWh volgens de klimaatclassificatie van Köppen. De gemiddelde jaarlijkse temperatuur bedraagt er 23,9 °C. De gemiddelde jaarlijkse neerslag ligt rond 230 mm.